# Gonomyia reflexa
Gonomyia reflexa là một loài ruồi trong họ Limoniidae. Chúng phân bố ở miền Tân bắc.